# Joan Manuel Serrat
Artikeln följer den spanska namnseden; faderns efternamn är Serrat och moderns efternamn Teresa.
Joan Manuel Serrat i Teresa (uttal: [ʒuˈam mənuˈɛl səˈrat]), född 27 december 1943 i Barcelona, är en katalansk (spansk) sångare och singer-songwriter. Han var en av pionjärerna inom musikrörelsen nova cançó och blev under 1970-talet en av Spaniens mest populära musikartister, via sånger på spanska och katalanska.

## Biografi

### Bakgrund, tidig karriär
Serrat föddes 1943 i en arbetarfamilj i stadsdelen Poble-sec i Barcelona. Fadern Josep Serrat var en katalansk anarkist verksam inom CNT. Modern Ángeles Teresa hade rötter från Aragonien. I vuxen ålder har Joan Manuel Serrat i sina sånger beskrivit mycket av miljöerna i sin uppväxt i ett Katalonien efter spanska inbördeskriget.
Serrat skaffade sig sin första gitarr som sjuttonåring. Under tidigt 1960-tal var han del av ett lokalt popband, där han tillsammans med klasskamraterna från Barcelonas lantbruksskola spelade låtar av The Beatles och kända italienska poplåtar översatta till spanska.
1965 fick han efter medverkan i radioprogrammet Radioscope hjälp med att ordna skivkontrakt med det lokala skivbolaget Edigsa. Därefter blev han del av den växande katalanska musikrörelsen nova cançó och agerade kulturpolitiskt inom grupperingen Els Setge Jutges mot Spaniens anti-katalanska kulturpolitik, tillsammans med namn som Maria del Mar Bonet och Lluís Llach. Samma år kom Serrats första EP Una guitarra.
Serrats första LP publicerades två år senare, under titeln Ara que tinc vint anys ('Nu när jag är tjugo år'). Hans första större konsert 1967 i Palau de la Música Catalana gav också hans karriär en rejäl skjuts framåt.

### Genombrott, kontroverser
1968 deltog Serrat i Spaniens uttagning till Eurovision Song Contest och vann den med låten "La, la, la". Hans önskan om att få presentera låten på sitt ena modersmål katalanska i den europeiska finalen avslogs dock av spanska RTVE, och istället valdes Massiel att representera Spanien i finalen i London. Både Massiel – som slutligen vann ESC 1968 – och Serrat sjöng in låten på ett antal olika språk.
1969 genomfördes Serrats första sydamerikanska turné, och han spelade in ett album med spanskspråkiga texter efter 1800-talspoeten Antonio Machado. Denna gång fick Serrat för sitt språkval kritik från katalanskt håll, samtidigt som han via albumet rönte ökad popularitet både i (övriga delar av) Spanien och i Latinamerika. 1970 vann han första pris vid sångfestivalen i Rio de Janeiro med sin låt "Penélope", och året därpå bidrog albumet Mediterráneo till den fortsatt popularitet i den spanskspråkiga världen. Serrats blandning av spanska och katalanska på scenen bidrog även till att sprida vetskapen om katalanska i Latinamerika.
Senhösten 1974 gick Serrat i exil i Mexiko, efter att han uttalat hård kritik av dödsstraffet i Spanien och en arresteringsorder utfärdats mot honom. Elva månader senare, efter Francisco Francos död, återvände Serrat från exilen. Serrats politiska åsikter gjorde honom senare persona non grata i de då rådande militärdiktaturerna i Chile och Argentina.

### Senare år
Även den fortsatta musikkarriären har Joan Manuel Serrat fortsatt att blanda katalanskan och spanskan i sina musikval. 2006 spelade han in albumet Mô, hans första album helt på katalanska på 17 års tid. Albumtiteln refererar till Maó, huvudorten på Menorca där han har en semesterbostad.
Serrat har fortsatt att vara aktiv inom musiken, men regelbundna albumutgivningar. Under 2010-talet har han varit en återkommande kritiker av den självständighetsivrande politiken som förts av den katalanska regionregeringen.

## Diskografi (album)
I nedanstående listning noteras albumtitlar på katalanska med (k), albumtitlar på spanska med (s).
1960-talet
- 1967: Ara que tinc vint anys (k; 'Nu när jag är tjugo år')
- 1968: Cançons tradicionals (k; 'Traditionella sånger')
- 1969: Com ho fa el vent (k; 'Precis som vinden')
- 1969: La paloma (s; 'Duvan')
- 1969: Dedicado a Antonio Machado, poeta (s; Tillägnad Antonio Machado, poet')

1970-talet
- 1970: Serrat IV
- 1971: Mediterráneo (s; 'från Medelhavet')
- 1972: Vagabundear (s; 'Vara på luffen')
- 1972: Miguel Hernández
- 1973: Per al meu amic (k; 'Till min vän')
- 1974: Canción infantil (s; 'Barnsång')
- 1975: ...Para Piel de manzana (s; 'För äppelskalet')
- 1976: Retratos (s; 'Tavlor')
- 1977: Res no és mesquí (k; 'Inget är vackert')
- 1978: 1978
- 1979: Mi niñez (s; 'Min barndom')

1980-talet
- 1980: Tal com raja (k)
- 1981: En tránsito (s; 'på väg')
- 1983: Cada loco con su tema (s; 'Alla gör som de vill')
- 1984: Fa vint anys que tinc vint anys (k; 'för tjugo år sedan var jag tjugo år')
- 1984: En directo (s; 'Live')
- 1985: El sur también existe (s; 'Södern finns också')
- 1986: Sinceramente teu (k/s; 'Vänliga hälsningar från din/…/')
- 1987: Bienaventurados (s; 'Välsignade')
- 1989: Material sensible (s; 'Känsligt material')

1990-talet
- 1992: Utopía (s; 'Utopi')
- 1994: Nadie es perfecto (s; 'Ingen är perfekt')
- 1996: Banda sonora d'un temps d'un país (s; 'Filmmusik från tiden i landet')
- 1996: El gusto es nuestro (s; 'Det är vår smak')
- 1998: Sombras de la China (s; 'Skuggor från Kina')

2000-talet
- 2000: Cansiones (Tarrés)
- 2002: Versos en la boca (s; Dikter i munnen')
- 2003: Serrat sinfónico (s; 'Symfoniske Serrat')
- 2006: Mô (k)
- 2007: Dos pájaros de un tiro (s; 'Två fåglar med en sten')

2010-talet
- 2010: Hijo de la luz y de la sombra (s; Ljusets och skuggans son')
- 2012: La orquesta del Titanic (s; 'Titanics orkester')
- 2012: Serrat & Sabina en el Luna Park (s; 'Serrat & Sabina på Luna Park')
- 2015: En bellas artes (s; 'På sköna konster')